# Андрющенко Олександр Миколайович
Олександр Миколайович Андрющенко (рос. Александр Николаевич Андрющенко; нар. 2 листопада 1954, Сєвєродонецьк, Луганська область) — радянський футболіст. Захисник, виступав за «Хімік» (Сєвєродонецьк), «Карпати» (Львів), ЦСКА (Москва), СКА (Ростов-на-Дону). Провів 1 гру за олімпійську збірну СРСР (1982). Володар Кубка СРСР 1981 у складі СКА (Ростов-на-Дону).
Вихованець Ворошиловградського спортінтернату.
Технічний футболіст з добрим тактичним чуттям.
Тренував СКА (Ростов-на-Дону), «Ростсільмаш» (Ростов-на-Дону). Зараз — начальник спортивного відділу ФК «Ростов».